# Уряд усіх талантів

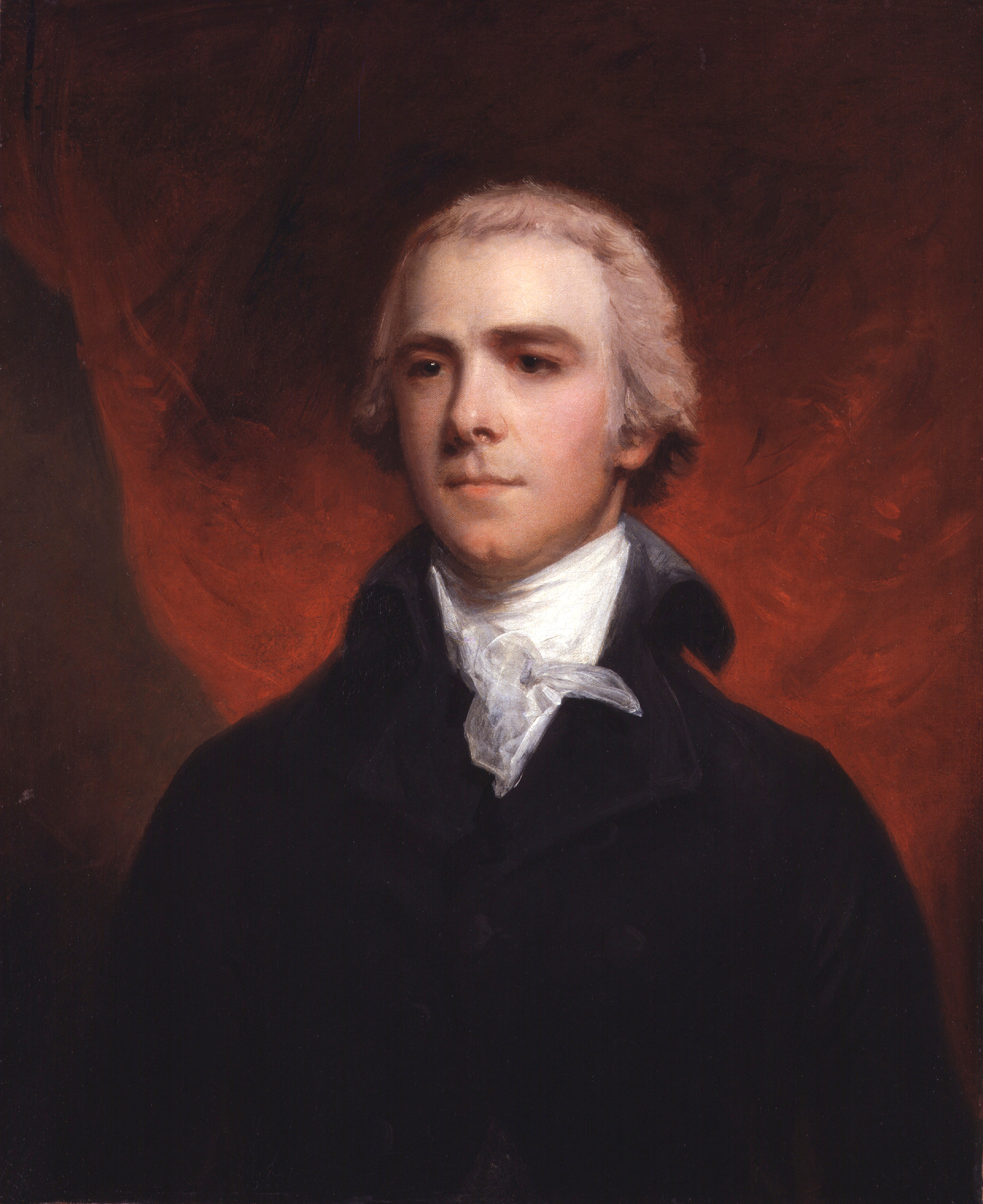
Лорд Ґренвілл,
прем'єр-міністр у 1806—1807 роках

Уряд усіх талантів — кабінет, сформований Вільямом Ґренвіллом у період його прем'єрства, 11 лютого 1806 року після смерті Вільяма Пітта молодшого.
Враховуючи те, що країна перебувала у стані війни, до складу цього кабінету Ґренвілль залучив найвпливовіших представників різних партій та політичних угруповань.

## Члени кабінету, лютий 1806— березень 1807
| Посада                                        | Ім'я                      | Дата                           |
| --------------------------------------------- | ------------------------- | ------------------------------ |
| Перший лорд скарбниці Глава палати лордів     | Лорд Ґренвілл             | 11 лютого 1806-31 березня 1807 |
| Міністр фінансів                              | Генрі Петті-Фітцморіс     | 11 лютого 1806                 |
| Лорд-канцлер                                  | Томас Ерскін              | лютий 1806                     |
| Міністр внутрішніх справ                      | Джордж Джон Спенсер       | 5 лютого 1806                  |
| Міністр закордонних справ глава палати громад | Чарльз Джеймс Фокс        | 7 лютого 1806—13 вересня 1806  |
| Міністр закордонних справ глава палати громад | Чарльз Грей               | 24 вересня 1806                |
| Державний секретар у справах війни та колоній | Вільям Віндгем            | лютий 1806                     |
| Перший лорд Адміралтейства                    | Чарльз Грей               | 10 лютого 1806                 |
| Перший лорд Адміралтейства                    | Томас Ґренвілл            | 29 вересня 1806                |
| Голова ради торгівлі                          | Вільям Еден               | 5 лютого 1806                  |
| Голова контрольної ради                       | Томас Ґренвілл            | лютий 1806                     |
| Голова контрольної ради                       | Джордж Тірні              | вересень 1806                  |
| Скарбничий флоту                              | Річард Брінслі Шерідан    | лютий 1806                     |
| Міністр оборони                               | Річард Фіцпатрік          | лютий 1806                     |
| Майстер монетного двору                       | Чарльз Спенсер            | лютий 1806                     |
| Майстер монетного двору                       | Чарльз Бетгерст           | жовтень 1806                   |
| Скарбничий армії                              | Річард Темпл-Ґренвілл     | лютий 1806-березень 1807       |
| Скарбничий армії                              | Джон Тауншенд             | лютий 1806-березень 1807       |
| Міністр пошти                                 | Джон Пробі                | лютий 1806-березень 1807       |
| Міністр пошти                                 | Роберт Гобарт             | лютий 1806-березень 1807       |
| Міністр без портфеля                          | Вільям Вентворт-Фіцвільям | жовтень 1806-березень 1807     |
| Лорд-лейтенант Ірландії                       | Джон Рассел               | 12 березня 1806                |
| Лорд-лейтенант Ірландії                       | Чарльз Леннокс            | 11 квітня 1807                 |
| Лорд юстиції                                  | Едвард Лоу                |                                |
| Генеральний прокурор                          | Артур Пігготт             | 12 лютого 1806                 |
| Генеральний стряпчий                          | Семюель Роміллі           | 12 лютого 1806                 |
| Лорд-камергер                                 | Генедж Фінч               |                                |
| Шталмейстер                                   | Генрі Герберт             | 8 лютого 1806                  |
| Капітан йоменів та гвардії                    | Джордж Паркер             |                                |